# トーゼミ
トーゼミグループは、埼玉県の東武東上線・東武越生線・JR川越線沿線地域、入間市、さいたま市に26校の校舎を展開する、小学生、中学生、高校生を対象とした学習塾。個別指導、東進衛星予備校では、高校生への授業も行われている。2025年3月より運営会社の株式会社マグマが株式会社創英コーポレーションと経営統合したため、トーゼミという校舎名はなくなり、校舎は創英ゼミナールとなった。

## 本部
トーゼミグループ本部（株式会社マグマ）
〒350-2206 埼玉県鶴ヶ島市藤金846-18
若葉校と併設。2階にある。

## 校舎一覧

### 川鶴 - 川越エリア
- 笠幡校（トーゼミ内最も古い校舎）
- 伊勢原校
- 川越北校
- 川越南校
- 新河岸校
- 個別指導T-smile新河岸教室
- 川越市駅前校

### 鶴ヶ島 - 毛呂山エリア
- 鶴ケ丘校
- 若葉校
- 坂戸校
- 坂戸中央校
- 毛呂山校
- 若葉駅前校

### 東松山エリア
- 高坂校
- 松山北校
- 松山中央校

### ふじみ野 - 朝霞エリア
- ふじみ野校
- 朝霞台校
- 朝霞本町校
- 個別指導T-smile上福岡教室
- 個別指導T-smile大井教室

### 入間エリア
- 武蔵藤沢校
- 扇台校

### さいたま市エリア
- さいたま本郷校

### その他
- オンライン校

### 東進衛星予備校
- 若葉駅前校
- 川越市駅前校
- 東松山駅東口校

## コース

### 小学生
- SGコース（小4 - 小6）
  - 公立中学校に進学し、上位・中堅高校進学を目指すクラス。
- KKコース（小5 - 小6）
  - 公立中学校に進学し、公立トップ高校への進学を目標とするクラス。

### 中学生
- KK選抜クラス（中1 - 中3）
  - 難関国私立高校を第1志望校とするクラス。
- KKクラス（中1 - 中3）
  - 川越高校・川越女子高校・浦和第一女子高校・大宮高校・所沢北高校・熊谷高校・熊谷女子高校を第1志望校とするクラス。
- Sクラス（中1 - 中3）
  - 偏差値55以上の学校を第1志望校とするクラス。
- Gクラス（中1 - 中3）
  - 偏差値50以上の中堅高校を第1志望校とするクラス。

### 個別指導
- 個別指導（小1 - 高3）

## 合格実績
ほぼ毎年、学力選択採用校に100人以上合格者を出している。(2024年度入試は101名)私立高校は、上位の大学付属から中堅・下位まで幅広く合格者を出している。